# George Mason Memorial
O George Mason Memorial, é um memorial localizado no West Potomac Park, em Washington D.C.. O parque foi construído com a intenção de homenagear as contribuições de George Mason para os Estados Unidos. Mason foi um dos Pais Fundadores, autor da Declaração de Direitos de Virgínia, serviu como um delegado para a Convenção Constitucional de Filadélfia em 1787. Ele também inspirou, formou a base, e criou grande parte do vocabulário que se tornou a Declaração dos Direitos dos Estados Unidos.
Mason, um anti-federalista, não assinou a Constituição dos Estados Unidos porque não aboliria o tráfico de escravos e porque ele não achava que o documento protegia o indivíduo do governo federal. Ele era chamado comummente de "o estadista relutante", o qual também foi o título da biografia escrita sobre ele por Robert A. Rutland.